# Доярка з Хацапетівки 2: Виклик долі
Доярка з Хацапетівки 2: Виклик долі (рос. Доярка из Хацапетовки 2: Вызов судьбе) — українсько-російський телесеріал 2008 року випуску. Продовження телесеріалу 2007 року випуску «Доярка з Хацапетівки».

## Сюжет
Катя бажає зробити подарунок чоловікові, і зустрічається з Васею, вона запрошує його на день народження, щоб помирити його з чоловіком. Перед святом вона дізнається, що вона вагітна. Але їхнє щастя закінчується — Даша, сестра Діми, приносить із собою фотографії, на них Вася з Катею на прогулянці. Дмитро засліплений ревнощами, починає бійку і виганяє дружину з дому. Катя хоче зрозуміти що сталося, і спробувала зв'язатися з родичами чоловіка. Батьки чоловіка байдужі, і вона намагається покінчити життя самогубством. Життя їй рятує Ганна Петрівна. Для того, щоб вона почала життя заново, вона допомагає Катерині виїхати до Франції. Літак, у якому летіла Катя, потрапляє в авіакатастрофу, після катастрофи залишається в живих одна Катя. Але при ній знаходяться чужі документи, а вона без свідомості, тому її чоловікові повідомляють, що Катя загинула.

## Помилки в сюжеті
Даша робить фотографії цифровим фотоапаратом, потім по фільму проходить 20 років, тобто події повинні відбуватися 2020 або 2025 році, хоча фільм ніби не фантастичний. Та й вся сюжетна лінія побудована всупереч логіці і при невідповідності першої частини серіалу. В основному ця тенденція спостерігається при віці героїв, які абсолютно не змінюються за двадцять років. Крім того, весь антураж серіалу надто сучасний

## У ролях
- Євгенія Осипова — Катя Матвєєва
- Марія Куликова — Катя Матвєєва / Марго (подорослішала)
- Дмитро Ульянов — Дмитро Буличов (подорослішав)
- Кирило Жандаров — Діма Буличов
- Ганна Кузіна — Марина Бланк (подорослішала)
- Наталія Гудкова — Анна Петрівна
- Володимир Стержаков — Олександр Єгорович Буличов, батько Діми
- Тала Калатай — Даша Буличева, сестра Діми
- Дар'я (Дарина) Лобода — Дар'я Олександрівна, сестра Дмитра, дружина Василя Чернишова
- Тетяна Назарова — Людмила Сергіївна Буличева, мати Дмитра
- Вікторія Малекторович — Анна
- Дмитро Лаленков — Павло, начальник служби охорони Буличових
- Кирило Гребенщиков — Василь Чернишов
- Іван Волков — доктор Люпен
- Римма Зюбіна — Роза, офіціантка
- Анастасія Касілова — телеведуча, коханка Василя
- Олександра Олійник — Карина
- Вікторія (Віта) Смачелюк — Галина
- Людмила Загорська — епізод
- Антоніна Макарчук — епізод
- Володимир Жеребцов — Вася Чернишов
- Валентина Ананьїна — Ніна Микитівна
- Любов Германова — Регіна
- Віталій Альшанський — кухар Жерар Дюбуа
- Олена Єременко — співачка Лола
- Денис Мартинов — Валик
- Олексій Сафонов — Поль Бланк

## Довідка
Багатосерійну картину «Доярка з Хацапетівки», згідно з рейтингами, переглянуло більше третини глядачів Росії та України. Виконавці головних ролей Кирило Жандаров та Євгена Осипова ледь встигали приймати нові пропозиції режисерів і продюсерів. Не дивно, що після такої хвилі всенародної любові знімальна група вирішила зібратися знову для продовження романтичної саги.
- Марія Куликова — актриса Театру сатири — стала знаменитою після ролі Наді в серіалі «Дві долі». Після цього зіграла в багатьох фільмах і серіалах («Сестри по крові», «Справа була в Гаврилівці» та ін.)
- Євгенія Осипова — актриса Театру сатири — після першого сезону «Доярки …» знялася у фільмах «Промзона», «Я сищик», «Чемпіон», «Руда» .
- Кирило Жандаров — актор пітерського БДТ — після першого сезону «Доярки …» зіграв у кількох фільмах і серіалах («І все ж таки я люблю», «Виклик-3», «Все можуть королі» та ін.)